# Ludwig Schluckebier
Johann Ludwig Heinrich Schluckebier (* 19. Dezember 1779 in Freienhagen; † 18. März 1861 ebenda) war Bürgermeister von Freienhagen und Landtagsabgeordneter in Waldeck.
Schluckebier war der Sohn des Freienhagener Bürgermeisters Johann Georg Schluckebier (1750–1816) und dessen Ehefrau Maria Magdalena, geborene Momberg (1749–1803). Er heiratete am 11. Mai 1806 in Freienhagen Henriette Maria Christiane (auch geborene) Schluckebier (1787–1859).
Schluckebier war von 1832 bis 1834 Bürgermeister von Freienhagen. Als solcher gehörte er vom 13. Oktober 1832 bis zum 8. November 1834 dem Landtag Waldeck an. 